# Amandla! Maatla!
Amandla! Maatla! är en svensk dokumentärfilm från 1984 i regi av Magnus Bergmar och Kjell Söderlund.
Filmen spelades in i Tanzania och handlar om den unga flickan Mujaki som går på ett college drivet av sydafrikanska befrielsefronten ANC. I skolan varvas vanliga skolämnen med en tydlig politisk agenda: ungdomarna ska lära sig att kämpa mot apartheid.
Filmen belönades med Örnipriset 1984 för "bästa svenska kortfilm för ungdom" och 1985 med ett pris vid en filmfestival i Östersund för "bästa svenska ungdomsfilm".

### Fotnoter
1. 1 2 3  ”Amandla! Maatla!”. Svensk Filmdatabas. http://sfi.se/sv/svensk-filmdatabas/Item/?itemid=15041&type=MOVIE&iv=Basic&ref=/templates/SwedishFilmSearchResult.aspx?id%3d1225%26epslanguage%3dsv%26searchword%3dAmandla!+Maatla!%26type%3dMovieTitle%26match%3dBegin%26page%3d1%26prom%3dFalse. Läst 17 maj 2013.